# 변위장
전자기학에서 변위 마당(displacement field, 변위장(變位場)) 또는 전기 선다발 밀도(electric flux density, 전기력선속 밀도, 전기선속 밀도(電氣線束密度)) 또는 전기 유도(electric induction)는 매질 속에서 전기장의 효과를 나타내는 장이다. 기호는 {\displaystyle \mathbf {D} }. 그 국제 단위는 쿨롱 매 제곱미터(C/m2)다.

## 정의
매질이 유전체라면 전기장에 의하여 매질 고유의 전기 쌍극자 모멘트가 생기게 된다. 그 밀도를 전기 편극 밀도(electric polarization density) {\displaystyle \mathbf {P} =d\mathbf {p} /dV}라고 한다.
변위장 {\displaystyle \mathbf {D} }는 전기장 {\displaystyle \mathbf {E} }와 편극 밀도 {\displaystyle \mathbf {P} }와 다음과 같은 관계를 가진다.
{\displaystyle \mathbf {D} =\epsilon _{0}\mathbf {E} +\mathbf {P} }.
여기서 {\displaystyle \epsilon _{0}}은 진공 유전율이다.
선형 매질에서는 편극 밀도는 외부 전기장에 다음과 같이 비례하게 된다.
{\displaystyle \mathbf {P} =\chi \epsilon _{0}\mathbf {E} }.
여기서 {\displaystyle \chi }는 감수율(susceptibility)이라고 불리는 비례 상수이다. 따라서 매질의 유전율 {\displaystyle \epsilon }을
{\displaystyle \epsilon =(1+\chi )\epsilon _{0}}
으로 정의하면 변위장은 다음과 같다.
{\displaystyle \mathbf {D} =\epsilon \mathbf {E} }.
가우스 법칙에 따라, 변위장의 발산은 그 자유 전하 밀도 {\displaystyle \rho }와 같다.
{\displaystyle \mathbf {\nabla } \cdot \mathbf {D} =\rho }.
스토크스 정리에 따라, 폐곡면에 대한 변위장의 선속은 폐곡면 속에 든 총 자유 전하량 {\displaystyle Q}와 같다.
{\displaystyle \Phi _{\mathbf {D} }=\oint _{\partial V}\mathbf {D} \cdot d\mathbf {n} =Q=\int _{V}\rho \,dV}.

## 같이 보기
- 자기장
- 전기 쌍극자 모멘트